# Wolodymyr Kyz
Wolodymyr Kyz (ukrainisch Володимир Киц; * 15. Januar 1987) ist ein ukrainischer Leichtathlet, der im Mittel- und Langstreckenlauf an den Start geht.

## Sportliche Laufbahn
Erste internationale Erfahrungen sammelte Wolodymyr Kyz im Jahr 2005, als er bei den Junioreneuropameisterschaften in Kaunas im 1500-Meter-Lauf in 3:48,77 min den sechsten Platz belegte. 2007 schied er bei den U23-Europameisterschaften in Debrecen mit 3:51,28 min in Vorlauf aus und auch bei den Leichtathletik-Halleneuropameisterschaften 2013 in Göteborg reichten 3:50,65 min nicht für den Finaleinzug. 2016 schied er bei den Europameisterschaften in Amsterdam mit 3:43,58 min ebenfalls in der Vorrunde aus und auch bei den Halleneuropameisterschaften im Jahr darauf in Belgrad reichten 8:04,96 min im 3000-Meter-Lauf nicht für den Finaleinzug. 2018 scheiterte er bei den Europameisterschaften in Berlin mit 3:52,77 min in der ersten Runde über 1500 Meter und im Jahr darauf schied er bei den Halleneuropameisterschaften in Glasgow mit 3:53,91 min im Vorlauf aus. Bei den Crosslauf-Europameisterschaften 2021 in Dublin belegte er in 18:49 min den neunten Platz mit der ukrainischen Mixed-Staffel.
In den Jahren 2017 und 2019 wurde Kyz ukrainischer Meister im 5000-Meter-Lauf sowie 2016 über 1500 Meter. In der Halle siegte er 2007, 2013 und 2019 über 1500 Meter sowie von 2017 bis 2020 im 3000-Meter-Lauf.

## Persönliche Bestzeiten
- 1500 Meter: 3:38,61 min, 20. Mai 2016 in Ostrava
  - 1500 Meter (Halle): 3:43,80 min, 4. Februar 2012 in Luxemburg
- Meile: 4:07,34 min, 28. Mai 2013 in Tartu
- 2000 Meter: 5:20,15 min, 16. September 2016 in Marseille
- 3000 Meter: 8:07,52 min, 7. Juni 2013 in Jalta
  - 3000 Meter (Halle): 7:56,39 min, 17. Februar 2019 in Istanbul
- 5000 Meter: 13:52,69 min, 26. Juli 2013 in Donezk